# Savalia savaglia
Il falso corallo nero (Savalia savaglia Bertoloni, 1819) è un esacorallo della famiglia Parazoanthidae.

## Descrizione

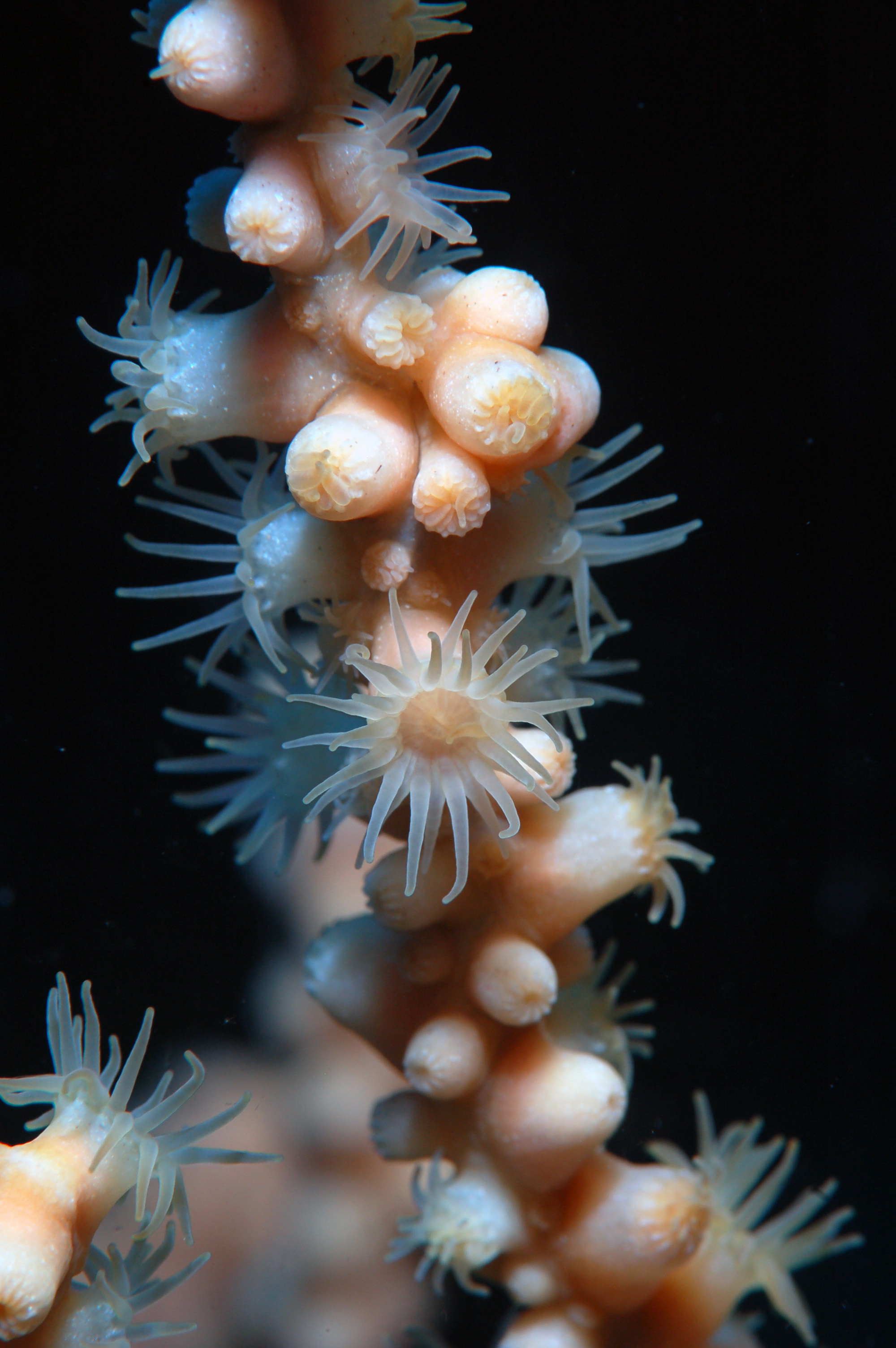
Dettaglio

Savalia savaglia è un antozoo coloniale il cui aspetto ricorda da vicino quello delle comuni gorgonie, ma i polipi che lo costituiscono differiscono notevolmente da quelli di queste ultime sia per la struttura che per le dimensioni.
Lo scheletro che sostiene la colonia, una volta privato del cenenchima, si presenta di colore nero ebano ed è costituito da una scleroproteina: l'antipatina, distribuita in lamelle concentriche addossate tra loro. L'asse corneo mostra al centro un primo asse appartenente allo scheletro di un'altra gorgonia e fornisce la base di aderenza alle lamelle di antipatina. 
Per la composizione chimica del suo asse, Savalia savaglia costituisce un termine di passaggio tra gli zoantari e gli antipatari; questi ultimi, sono conosciuti nei mari tropicali, dove anche a batimetrie relativamente modeste si rinvengono una sessantina di specie. In Mediterraneo, sono presenti soltanto poche specie raramente osservabili in natura a causa della elevata profondità alla quale vivono. 
Gli antipatari possiedono l'asse corneo molto simile dal punto di vista morfologico, a quello di Savalia savaglia; da ciò deriva, per tale specie, la comune denominazione forse impropria, ma sicuramente affascinante di “falso corallo nero mediterraneo”.
Della biologia e dell'ecologia di questo celenterato si conosce comunque attualmente ben poco, soprattutto a causa degli scarsi studi compiuti in proposito. 
È interessante tuttavia rilevarne la particolare aggressività: i suoi polipi in prossimità di altre forme di vita arborescenti, provocano nella zona di contatto ed in quella immediatamente adiacente un'area necrotica di 5-6 millimetri; successivamente essi sono in grado di rivestire completamente l'organismo aggredito assumendone la forma. 
Nel caso più volte osservato dell'insediamento su ramificazioni di gorgonacei, Savalia savaglia mostra una lenta ma progressiva crescita sul celenterato che la accoglie, sia che la colonizzazione avvenga a partire dalla base di questo o dalle estremità dei suoi rami.

## Distribuzione e habitat
La distribuzione geografica di questa specie non è limitata al mar Mediterraneo, ma essa è stata descritta anche in Atlantico nell'arcipelago di Madera ed alle isole Canarie. Nella nostra penisola la distribuzione e la densità delle colonie non sono completamente conosciute; sono ormai noti comunque alcuni siti in cui è indiscutibilmente presente: Arcipelago Toscano, Golfo di Napoli, Isole Egadi, Sestri Levante, Portofino, Stretto di Messina, Ustica, Sardegna. Analizzando i dati bibliografici esistenti, Savalia savaglia risulta presente al di sotto della batimetria dei 40 m; Brito (1983) segnala la presenza dello zoantario alla profondità di 23 metri, in Atlantico, attorno alle Isole Canarie. Meinesz (1990) nell'isola di Lavezzi, presso la Corsica, osserva un ramo a 25 metri di profondità;  Cristo (1992) descrive addirittura la presenza alla profondità di soli 20 metri, nei pressi dell'isola di Mortorio in Sardegna.

## Conservazione
I cormi di Savalia savaglia, per la loro costituzione e per il loro valore ornamentale, rappresentano pregiati trofei che vengono asportati da subacquei privi di ogni conoscenza ed educazione ecologica. Essi sono purtroppo apprezzati e il più delle volte venduti come souvenirs senza tener conto del danno che viene arrecato ad una specie relativamente non comune. La specie è rigorosamente protetta (Convenzione di Berna- allegato 2-3; Convenzione di Barcellona Asp 2-3).

## Specie affini
Si confonde, per via dello scheletro interno, con il corallo nero Antipathella subpinnata.